# ماري كويني
ماري كويني (16 نوفمبر 1913  - 25 نوفمبر 2003), ممثلة مصرية من أصل لبناني.

## عن حياتها
ولدت في تنورين في لبنان. كان والدها بطرس يونس يعمل مزارعا وعندما توفي انتقلت مع والدتها وأختها هند للإقامة في مصر مع خالتها الممثلة والمنتجة آسيا داغر وعمها الصحفي أسعد داغر الذي كان يعمل بجريدة الأهرام اليومي في ذلك الوقت.
بدأت العمل في السينما عام 1929 في فيلم غادة الصحراء عندما رشحها المخرج وداد عرفي للتمثيل في الفيلم غادة الصحراء لأول مرة أمام خالتها آسيا وكانت لا تزال في الثانية عشرة من عمرها. واستأنفت كويني العمل السينمائي عام 1933 في قطاع المونتاج حيث شاركت كمونتيره في فيلم عندما تحب المرأة من إخراج أحمد جلال ثم اتجهت إلى التمثيل والإنتاج مع خالتها صاحبة شركة لوتس العملاقة للإنتاج السينمائي قبل أن تستقل عنها عام 1942. وإلى جانب مزاولتها التمثيل غير أن ماري كويني تفردت أيضا في العمل كمركبة أفلام في الأربعينات وبلغت 13 فيلم.

### حياتها الأسرية
أول لقاء جمع بين الفنانة ماري كويني والفنان أحمد جلال كان عام 1931 عندما قاما ببطولة فيلم وخز الضمير ومنذ ذلك التاريخ كون الثلاثي الأشهر ماري وآسيا وأحمد جلال فريق عمل للإنتاج والإخراج والتمثيل وكتابة القصص والسيناريو والحوار ثم توالت الأعمال السينمائية التي جمعت كل من أحمد جلال وماري كويني لتبدأ بينهما قصة حب تنتهي بالزواج.
في العام 1940 تزوجت الفنانة ماري كويني من أحمد جلال وأسّسا سوياً شركة مستقلة عن خالتها آسيا داغر وتقاسما العمل حيث أنه هو يؤلف ويخرج وهي تساعده في صياغة السيناريو والمونتاج والتمثيل، وقد كانا ثنائياً من أهم رواد للسينما المصرية وساهمت ماري كويني إلى جانب جيل سبقها من النساء العربيات في ترسيخ دور المرأة في السينما العربية وسبقتها إلى ذلك عزيزة أمير وبهيجة حافظ وفاطمة رشدي وأمينة محمد وخالتها آسيا في نهاية العشرينات وبداية الثلاثينات فيما جاء إسهامها الخاص في الإنتاج في الأربعينات.
وكان ذلك الزواج مفاجأة حيث كان الجميع يعتقدون أن هناك قصة حب بين أحمد جلال وأسيا وجاء زواج ماري كويني لينهي هذه المقولات وقدما بعد ذلك سويا أعمالا منها رباب وأم السعد حتى توفي أحمد جلال عام 1947.

### إنتاجها
كانت هي أول من استقدم أول معمل ألوان في الشرق الأوسط عام 1957، ومن بين الأفلام التي أنتجتها كويني أمير الأحلام وعودة الغائب وكانت ملاكا وظلموني الناس وابن النيل ونساء بلا رجال وإسماعيل ياسين في جنينة الحيوانات والمليونير الفقير وفجر يوم جديد وبدور وأقوى من الأيام ومن بين الأفلام التي أنتجتها الفيلم الأول لابنها المخرج نادر جلال غدا يعود الحب عام 1972. وكان آخر فيلم أنتجته كويني هو أرزاق يا دنيا عام 1982.

### تمثيلها
وبالإضافة إلى الإنتاج شاركت كويني أدوار البطولة في حوالي 22 فيلماً:
- غادة الصحراء 1929
- وخز الضمير 1931
- عندما تحب المرأة 1933
- عيون ساحرة 1934
- شجرة الدر 1935
- زوجة بالنيابة 1936
- البكنوت 1936
- بنت الباشا المدير 1938
- زليخة تحب عاشور 1939
- فتش عن المرأة 1939
- فتاة متمردة 1940
- رباب 1942
- ماجدة 1943
- أم السعد 1946
- عودة الغائب 1947
- كانت ملاكا 1947
- السجينة رقم 17 1949
- الزوجة السابعة 1950
- إلهام 1950
- ضحيت غرامي 1951
- نساء بلا رجال 1953
- رحمة من السماء 1958

### كتب عنها
سلسلة حياة النجوم: ماري كويني...المرأة الرجل
بقلم: محمد السيد شوشة

### التكريم
حصلت ماري كويني على عدة جوائز منها جائزة الدولة التشجيعية عن فيلم حب من نار لـ شادية وشكري سرحان ومن إخراج حسن الإمام في العام 1958 كما حصلت على شهادة تقديرية في مهرجان الهند الدولي عن فيلم ابن النيل ليوسف شاهين وعلى جائزة مهرجان المركز الكاثوليكي للسينما عن فيلم بدور الذي أخرجه نادر جلال في العام 1974.

### مشوارها الفني
تعتبر إحدى أهم رائدات السينما المصرية والعربية فهي المنتجة والممثلة ومركبة الأفلام السينمائية وبالرغم من جمالها الأخاذ وملامحها التي كانت تؤهلها لأن تصبح نجمة إلا أنها فضّلت العمل خلف الكاميرا.

### وفاتها
توفيت في 25 نوفمبر 2003 الموافق أول أيام عيد الفطر، وذلك بعد أكثر من 40 عاماً من العمل بالفن.

## روابط خارجية
- ماري كويني على موقع IMDb (الإنجليزية)
- ماري كويني على موقع الدهليز
- ماري كويني على موقع قاعدة بيانات الأفلام العربية
- ماري كويني على موقع قاعدة بيانات الفيلم (الإنجليزية)